# NGC 3280A
NGC 3280A је елиптична галаксија у сазвежђу Хидра која се налази на NGC листи објеката дубоког неба.
Деклинација објекта је - 12° 38' 12" а ректасцензија 10h 32m 43,8s. Привидна величина (магнитуда) објекта NGC 3280 износи 14,7 а фотографска магнитуда 15,7. NGC 3280A је још познат и под ознакама NGC 3295A, IC 617, MCG -2-27-6, NPM1G -12.0321, PGC 31153.